# Sisyrinchium minus
Sisyrinchium minus là một loài thực vật có hoa trong họ Diên vĩ. Loài này được Engelm. & A.Gray miêu tả khoa học đầu tiên năm 1845.